# Section des atterrissages et des parachutages
Pour les articles homonymes, voir SAP.

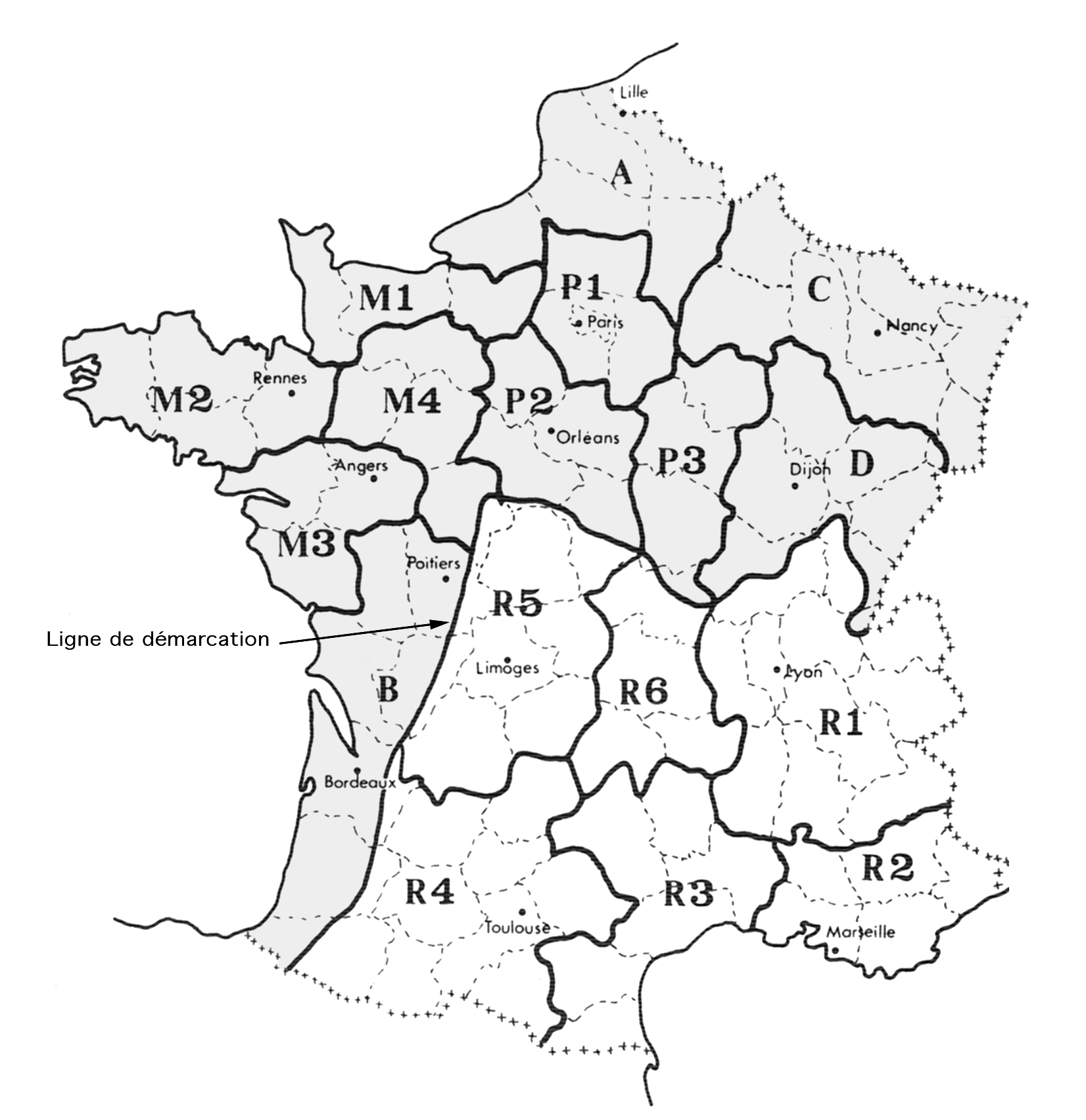
Carte de l'organisation territoriale de la Résistance intérieure française.
Les 6 régions de la zone Sud sont notées « R ».

La section des  atterrissages et des parachutages (SAP) est une organisation de l'armée de l'ombre, pendant la Seconde Guerre mondiale.
Elle rentre dans l'organisation de la Résistance créée par le général de Gaulle en novembre 1942, sous le nom de « Service des opérations aériennes et maritimes » (SOAM). Au printemps 1943, le groupe dirigeant du SOAM est grillé et Londres doit le remplacer au plus vite. Une nouvelle équipe est expédiée et, en avril 1943, le SOAM devient « Centre d'opérations de parachutage et d'atterrissage » (COPA). C'est après les arrestations de Caluire de juin 1943 que, par mesure de sécurité, le COPA devient la section des  atterrissages et des parachutages.
Le rôle de la SAP est de veiller à l'acheminement des agents et du courrier, de réceptionner les parachutages d'armes, en zone Sud, tandis que le bureau des opérations aériennes (BOA) fait de même en zone Nord. Le réseau est actif jusqu'à la libération de la France.

## Premières opérations sur la France occupée
Dès la première année de l'occupation allemande, fin 1940, quelques agents sont parachutés au cours d'opérations « blind ». En « aveugle », car le saut est effectué au-dessus d'un secteur inhabité, sur un terrain non préparé et sans aucun « comité de réception ».

« Ils espéraient d'abord ne pas tomber sur une clôture de champ ou dans un arbre... Arrivés au sol, leur premier soin était de récupérer leur « paquet » […] Ils camouflaient ensuite l'endroit de leur mieux […] Puis, ils partaient à l'aventure »

Les objectifs sont des missions de prises de contacts, de renseignements ou des opérations précises sur une cible ennemie. Neuf missions sont ainsi réalisées en 1941. Des petits groupes actifs, premiers éléments de mouvements de résistance, sélectionnent rapidement des terrains pour les parachutages et proposent d'assurer l'assistance ; réception, transport, exploitation du matériel.
Cependant, peu de terrains  réunissent les conditions de sécurité satisfaisantes et la Royal Air Force (RAF) refuse la plupart des lieux choisis. Les opérations se soldent souvent par des échecs, pour des raisons diverses : les coordonnées du terrain sont imprécises : la surface est mal balisée ; les signaux lumineux ou radio en Morse imprécis peuvent faire craindre un piège organisé par l'ennemi… L'avion repart sans avoir pu mener à bien sa mission.
Ces premières tentatives de liaison par voie aérienne avec la résistance intérieure française, au cours de l'année 1941, sont donc décevantes. Les services anglais n'accepteront de reprendre les vols qu'après la mise au point d'une véritable organisation, avec des officiers formés, des terrains d'opérations repérés par les résistants locaux et dûment homologués par le Bureau central de renseignements et d'action (BCRA) londonien, des moyens de communication radio efficaces, des équipes de veille et de réception, des lieux de stockage, un secrétariat, etc.

## Création du SOAM

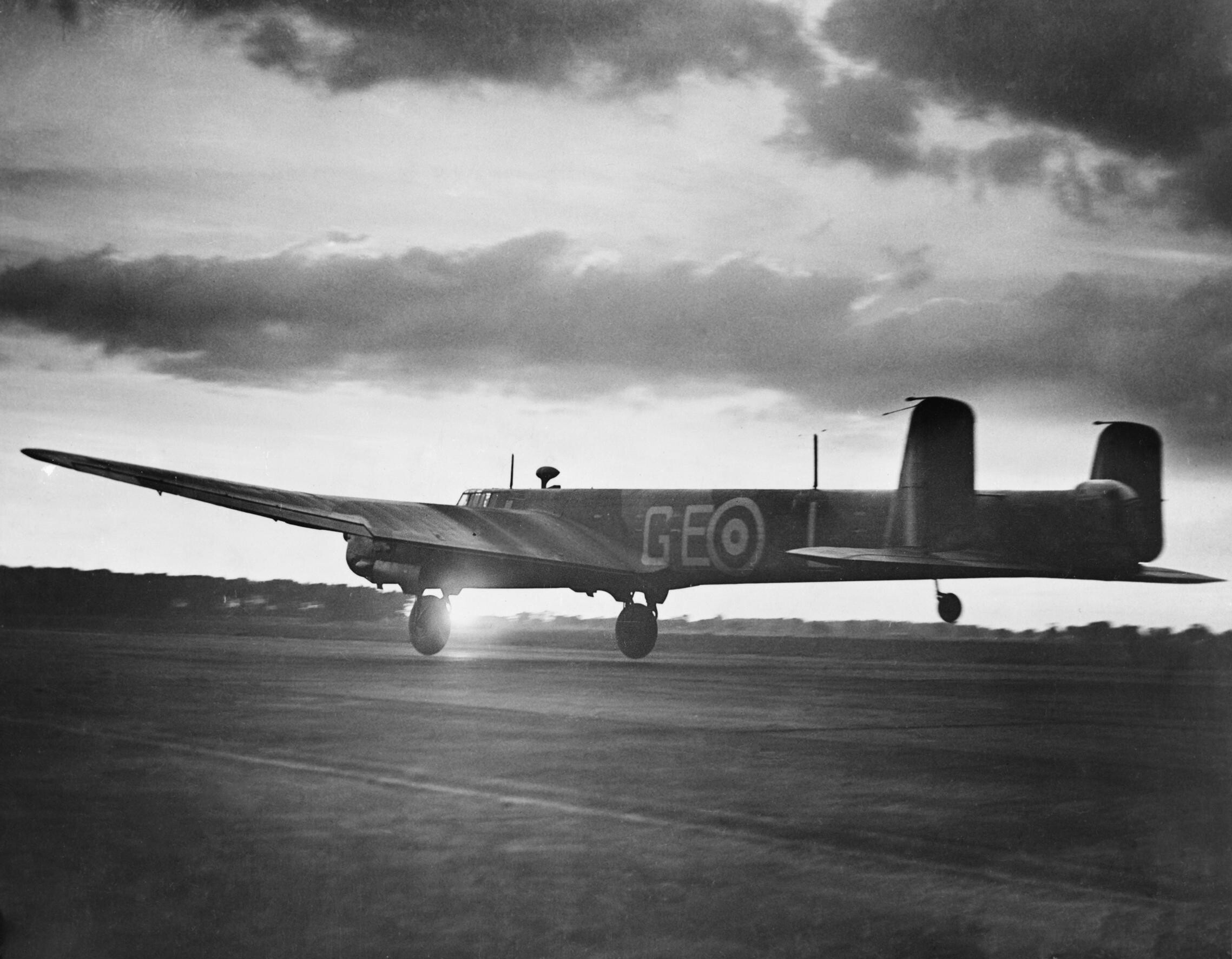
Décollage de nuit d'un Armstrong Whitworth Whitley.

C'est à bord d'un bimoteur Whitley que, dans la nuit du 1er au 2 janvier 1942, Jean Moulin (alias « Rex »), Raymond Fassin (« Sif ») et Joseph Monjaret (« Sif W ») quittent l'Angleterre et sont parachutés, au cours d'une opération  blind , à une dizaine de kilomètres au sud de Saint-Rémy-de-Provence,,.
Chargé par le général de Gaulle d'unifier et de coordonner les groupes de résistance en France, Jean Moulin met en place un « officier de liaison, accompagné d'un opérateur radio, puis d'instructeurs saboteurs […] » auprès de chacun des principaux mouvements (Combat, Libération-Sud et Franc-Tireur, en zone sud).

« Ces pionniers se mettent ardemment au travail. Leur tâche est immense : trouver des terrains propices aux opérations  aériennes, les faire homologuer par la RAF, mettre les équipes de  réception en place après les avoir formées, organiser les caches d'armes et de matériels avant leur répartition, exprimer les besoins, provoquer les opérations et en assurer personnellement la bonne exécution. »

Avec l'assistance de personnels — « adjoints, secrétaires, boîtes aux lettres, agents de liaison, et évidemment, équipes de balisage, réception, protection des terrains. » — pour la plupart recrutés dans les mouvements existants, les officiers de liaison organisent, dès les premiers mois de 1942, de rares parachutages. Le taux de succès est suffisant pour que la RAF se décide à engager ses avions avec moins de réticence. Raymond Fassin, réussit ainsi son premier atterrissage dans la région de Lons-le-Saulnier et la création d'un service spécialisé s'impose vite à Jean Moulin. En novembre 1942, il crée le SOAM, Service des Opérations Aériennes et Maritimes, au moment où les groupes Combat, Libération et Franc-Tireur s'apprêtent à fusionner au sein des Mouvements unis de la Résistance (MUR).

### Missions
Le service devra assurer le transport et la distribution de renseignements, de matériels (radiocommunication, armement, argent, explosifs, etc.) Il servira également de moyen de transport d'agents ou de personnalités, dans le but, soit de les exfiltrer vers les pays alliés, soit d'amener en France des officiers spécifiquement entraînés.

### Terrains
Que ce soit pour les opérations de parachutage ou d'atterrissage, les « terrains » doivent offrir les meilleures chances de réussite dans la meilleure sécurité possible. Les critères de sélection varient en fonction des missions projetées.

#### Terrains de parachutage
Quatre sortes de plateformes sont définies pour des opérations différentes :
- terrain « Arma » : ne réceptionne que du matériel ;
- terrain « Homo » : destiné à accueillir des agents parachutés, la qualité de l'environnement doit limiter les risques d'accident (souches d'arbres, clôtures, terrain rocailleux, etc.) ;
- terrain « Arma-dépôt » : dispose d'une équipe de veille et de moyens simples de radio-navigation. En plus de ses propres opérations, c'est un terrain de déroutement prévu pour recevoir du matériel qui, pour une raison quelconque, n'a pas pu être largué sur son objectif initial. Une équipe disposant de moyens de transport devait assurer une veille chaque nuit afin de pouvoir, le cas échéant, réceptionner et stocker ce matériel ;
- terrain « Homo-dépôt » : rempli le même rôle que l'« arma-dépôt », en accueillant également les agents.

#### Terrains d'atterrissage
Les terrains sélectionnés doivent remplir les conditions nécessaires à l'approche et à l'atterrissage d'appareils comme le Lysander ou le Lockheed Hudson. Dimensions du terrain, état de la surface, orientation par rapport aux vents dominants, absence d'obstacles sur l'axe d'approche, discrétion du lieu, matériel de transport, voies d'accès, lieu d'accueil et de stockage à proximité , etc. sont autant d'éléments à prendre en compte.

## Centre des Opérations de Parachutage et d'Atterrissage
Lorsque Fassin, dangereusement menacé, est contraint de retourner à Londres début 1943, Jean Moulin réclame un officier breveté pour le remplacer rapidement. Bruno Larat alias « Luc », capitaine au BCRA, prend la suite de « Sif », et réorganise le SOAM pour le transformer en Centre des Opérations de Parachutage et d'Atterrissage (COPA). En juin de la même année, Larat est arrêté — avec Jean Moulin et plusieurs responsables de la Résistance —, dans la maison du docteur Dugoujon à Caluire. Le service est, cette fois-ci, renommé Section des Atterrissages et des Parachutages (SAP).

## Section des Atterrissages et des Parachutages
La direction du service est confiée à Paul Rivière qui assurera la mission jusqu'à la Libération.